# Laxenbourg
Laxenbourg est une ville autrichienne du district de Mödling, dans le Bundesland de Basse-Autriche, près de Vienne.
L’Académie internationale de lutte contre la corruption (IACA) est située à Laxenbourg.

## Géographie
Laxenbourg est située aux rives de la Schwechat, à environ 20 kilomètres au sud de Vienne.

## Histoire
Habitée dès le Néolithique à la culture de La Tène, la région au sud de Vindobona faisait partie de la Pannonie à l'époque romaine. Au haut Moyen Âge, les Avars se sont installés ici.
Une première mention de Laxenbourg remonte à 1133 ; à cette epoque, elle appartenait au margraviat d'Autriche  sous le règne de la maison de Babenberg. L'ancien château de Laxenbourg fut érigé au XIIIe siècle, le manoir est passé aux souverains de la maison de Habsbourg en 1333.

### Le fief des Habsbourg

#### Le château
Après que les Habsbourg sont entrés en possession des domaines, le duc Albert III d'Autriche († 1395) fait du petit château un splendide pavillon de chasse qu'il appelle Lachsenburg. En 1388, il concéda à ses sujets le droit de tenir marché. Le château de Laxenbourg était, après Schönbrunn, l'une des résidences d'été des Habsbourg. Les jardins furent réaménagés au XVIIe siècle par Lodovico Burnacini. 
Le Blauer Hof, dont l'une des pièces a été représentée par Johan Stephan Decker, et le Neues Schloss, aux intérieurs de style Rococo, furent construits vers 1745 pendant le règne de Marie-Thérèse.
Après 1780, les jardins du château ont été réaménagés en jardins à l'anglaise. Ils comprennent différentes espèces artificielles et entourent, sur une île, le château de Franzensburg, nommé ainsi après le règne de l'empereur François Ier.

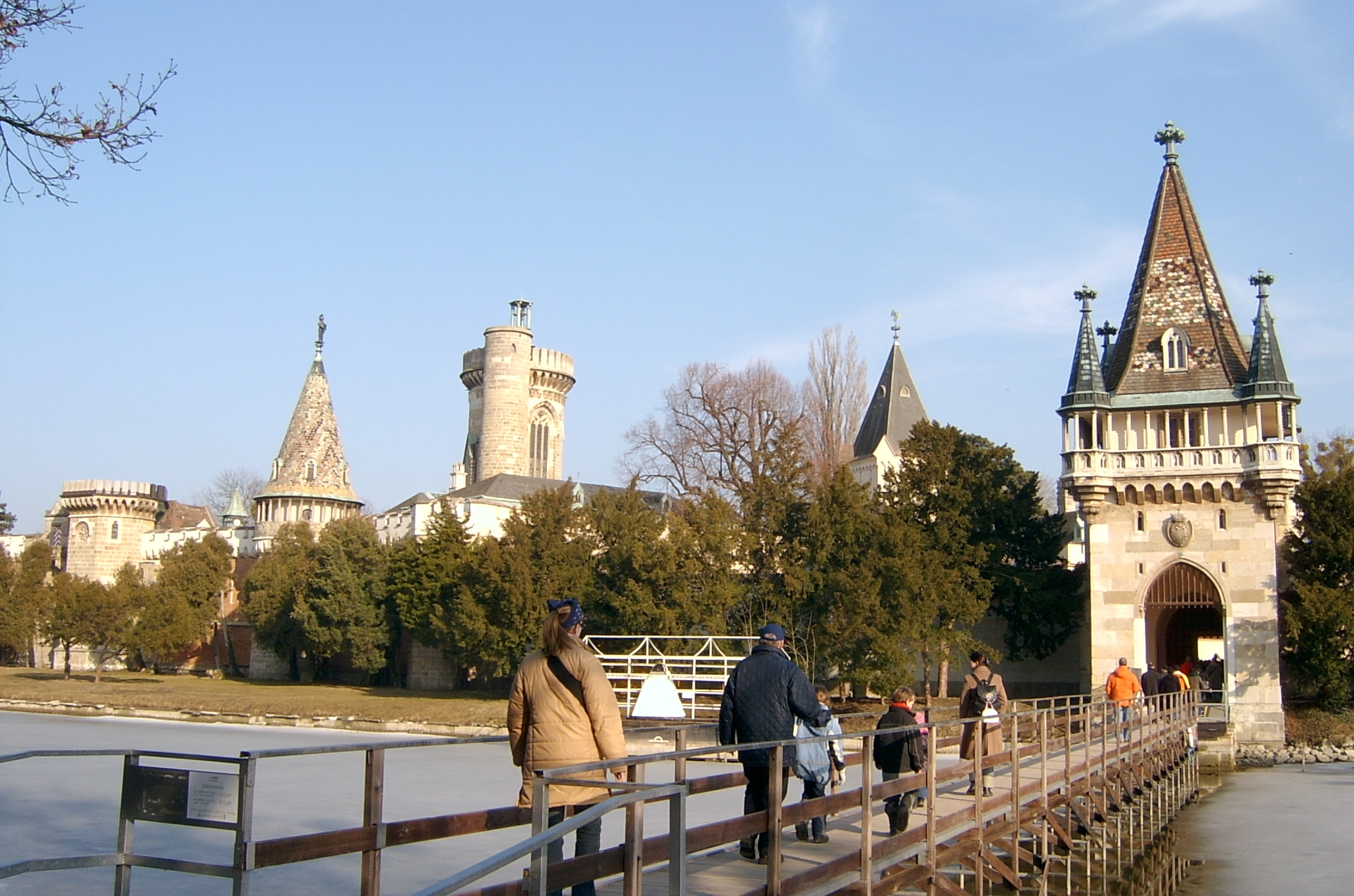
Franzensburg
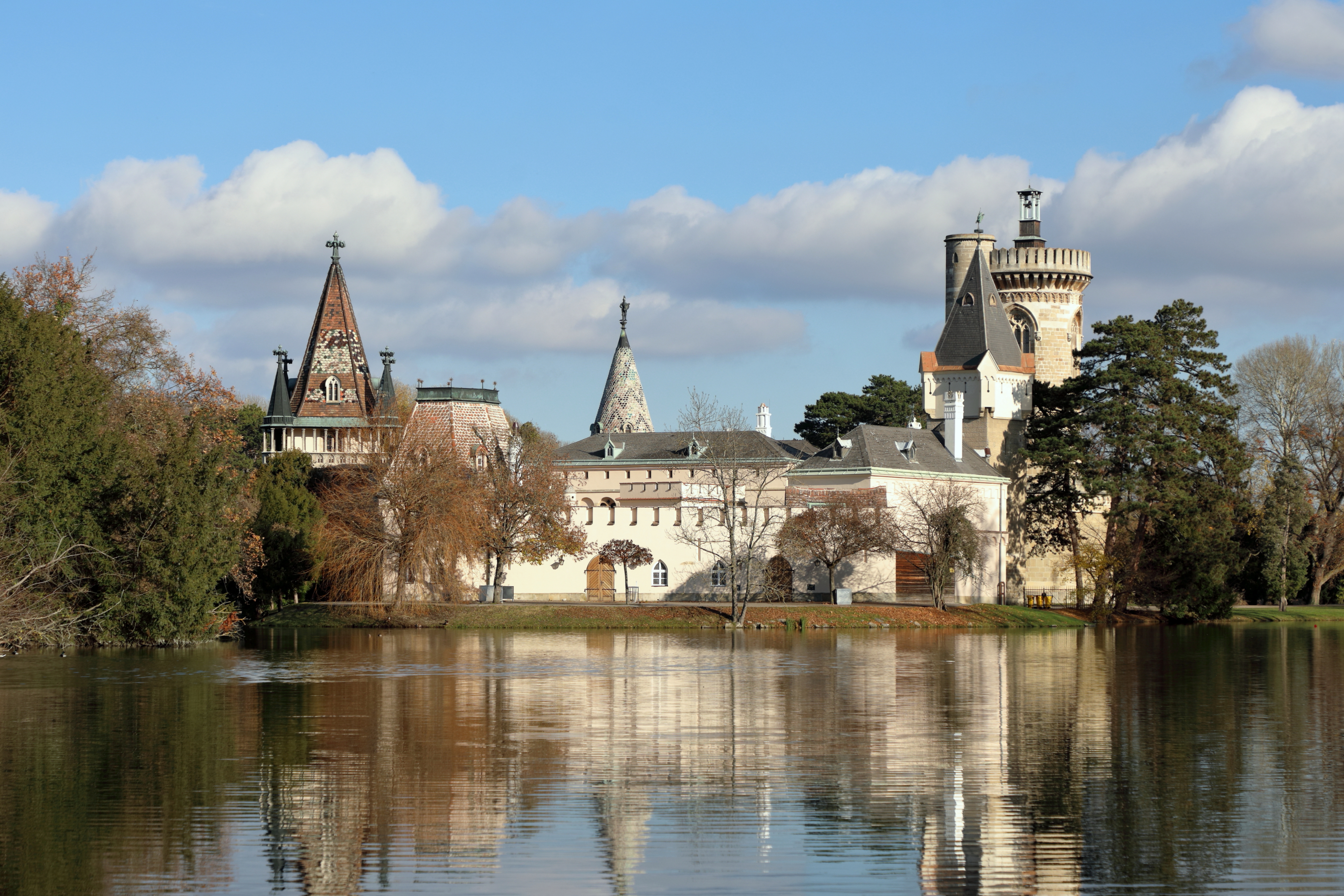
Franzensburg

#### L'église

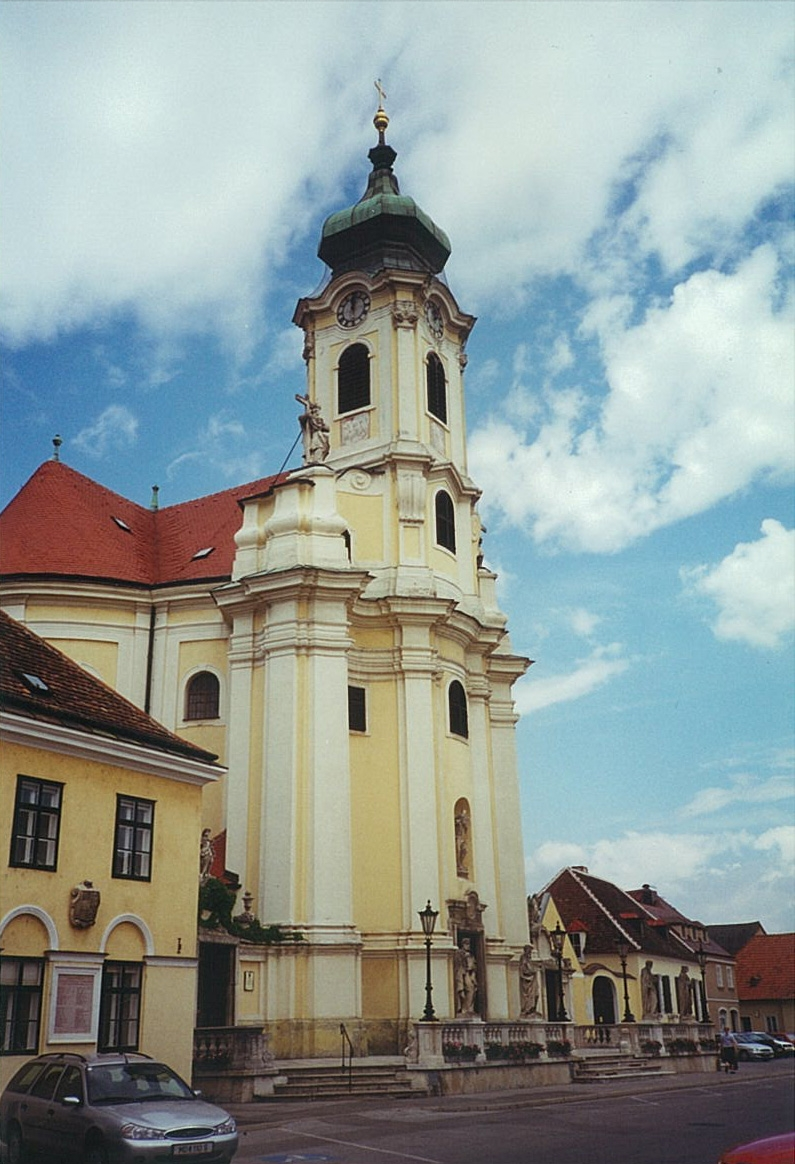
L'église de Laxenbourg

L'église de Laxenbourg fut construite pour une part entre 1693 et 1703 par Carlo Antonio Carlone. Les travaux furent achevés entre 1703 et 1724 sous la direction de Matthias Steinl.

### Époque contemporaine
Après l'Anschluss, la municipalité de Laxenbourg devient une partie de la ville de Vienne. En 1954, Laxenbourg redevient indépendante et retourne à la Basse-Autriche.
Depuis 1973, l'International Institute for Applied Systems Analysis (IIASA), une organisation de recherche non-gouvernementale, est basée à Laxenbourg.

## Personnalités
- Johann Natterer, (9 novembre 1787 à Laxenbourg - 17 juin 1843 à Vienne) - zoologiste et naturaliste autrichien.
- Alexandre Léopold d'Autriche (Florence 1772-Laxenbourg, 1795), prince palatin de Hongrie
- Gisèle Louise Marie d'Autriche, (15 juillet 1856 à Laxenbourg - 27 juillet 1932 à Munich), archiduchesse d'Autriche-Hongrie, fille de l'empereur François-Joseph et d'Elisabeth d'Autriche (Sissi).
- Rodolphe de Habsbourg, archiduc d'Autriche (21 août 1858 à Laxenbourg - 30 janvier 1889 à Mayerling) fils de l'empereur François-Joseph et d'Elisabeth d'Autriche (Sissi).
- Élisabeth Marie d'Autriche, fille de l'archiduc Rodolphe.
- Eduard Hartmann (homme politique) (3 septembre 1904 - 14 octobre 1966), homme politique autrichien.

## Villes jumelées
Gödöllö (Hongrie)